# Leones Anáhuac Cancún
Leones Anáhuac Cancún es el equipo representativo de la Universidad Anáhuac Cancún, que milita actualmente en la Conferencia Nacional de la Liga Mayor de la ONEFA.
Campeones en la edición 2009. Su estadio es el Coliseo Maya dentro de la Universidad Anáhuac Cancún.

## Historia

### Era deMarco Martos
En 2008 dirigidos por el HC Marco Martos, exjugador de los extintos Barcelona Dragons de la NFL Europa, los Leones son aceptados para jugar en la liga mayor de la ONEFA, para el Grupo II de la Conferencia Nacional, teniendo una participación modesta, terminando la temporada con marca de 2-6.
Para 2009, serían colocados en la recién creada Conferencia Sur, terminando con marca de 3-6. A pesar de esto lograron clasificar a playoffs, venciendo a Centinelas CGP en semifinales por marcador de 12-9 y posteriormente ganándole a los Potros Salvajes UAEM en la Final por un cerrado marcador de 20-19. Ambos juegos en calidad de visitante.

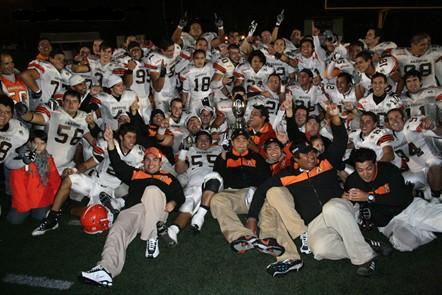
Leones Campeones 2009 Conferencia Sur ONEFA

En 2010, terminarían por primera vez en su historia con marca ganadora de 5-3, llegando nuevamente a la final contra Potros Salvajes UAEM, perdiendo por marcador de 23-20.
En 2011, pasarían de nuevo a las semifinales de la Conferencia Sur con una marca de 4-2, cayendo ante Centinelas CGP 14-10 en una emocionante semifinal en el estadio Joaquín Amaro.
En el año 2012, el Dr. Jacinto Licea, legendario entrenador de las Águilas Blancas del IPN, se integra como Director del Programa de Fútbol Americano de los Leones Anáhuac Cancún.
Para 2012, y con la reestructuración de la liga en dos conferencias, se integran a la Conferencia Nacional de la ONEFA. Siendo sus principales adversarios Pumas Acatlán, Potros Salvajes UAEM y Lobos UA Coahuila.
Al finalizar la temporada 2018 el HC Marco Martos anunció su renuncia al programa de Leones UA Cancún por motivos familiares.

### Era Coach Aréchiga
Tras la salida del Entrenador Marco Martos al finalizar la temporada en el 2018, el Coach Aréchiga continúa con la institución Anáhuac como Head Coach para junto con el Personal y jugadores, dirigir al equipo a su nuevo campeonato en la temporada 2019, siendo ésta un rotundo éxito para los Leones Anáhuac Cancún, consiguiendo ganar el Campeonato de la ONEFA Conferencia Nacional 2019 como invictos, jugando la final contra Los Lobos UA de Cohahuila finalizando el encuentro con un marcador de 29 - 21 a favor de los Leones. 